# Głuszkowka
Głuszkowka (ros. Глушковка) – wieś w Rosji, w obwodzie biełgorodzkim, w rejonie starooskolskim. W 2010 liczyła 206 mieszkańców.